# Marcel Aubour
Marcel Aubour, (Saint-Tropez, 17 de junho de 1940), é um ex-futebolista francês. Ele competiu na Copa do Mundo FIFA de 1966, sediada na Inglaterra, na qual a seleção de seu país terminou na 13º colocação dentre os 16 participantes.